# 비점성 흐름
비점성 흐름(Inviscid flow)은 유체역학에서 점성이 없는 유체의 흐름을 가리킨다. 나비에-스토크스 방정식의 간단한 형태인 오일러 방정식으로 해결된다.
비점성 흐름의 레이놀즈 수는 점도가 0에 가까워질수록 무한대에 가까워진다. 비점성 흐름의 경우와 같이 점성력이 무시되는 경우 나비에-스토크스(Navier–Stokes) 방정식은 오일러 방정식으로 알려진 형식으로 단순화될 수 있다. 이 단순화된 방정식은 점도가 낮고 레이놀즈 수가 1보다 훨씬 큰 흐름뿐만 아니라 비점성 흐름에도 적용할 수 있다. 오일러 방정식을 사용하면 낮은 점도와 관련된 많은 유체 역학 문제를 쉽게 해결할 수 있지만 무시할 수 있는 점성 가정은 고체 경계(경계층) 근처의 유체 영역 또는 보다 일반적으로 속도 구배가 큰 영역에서 더 이상 유효하지 않는다. 이는 분명히 점성력을 동반한다.
비점성 흐름은 잠재적 흐름(또는 비회전 흐름)과 회전 비점성 흐름으로 크게 분류된다.

## 같이 보기
- 유체동역학
- 포텐셜 유동
- 크리핑 유동
- 점성